# Parque de la Paz (Almada)

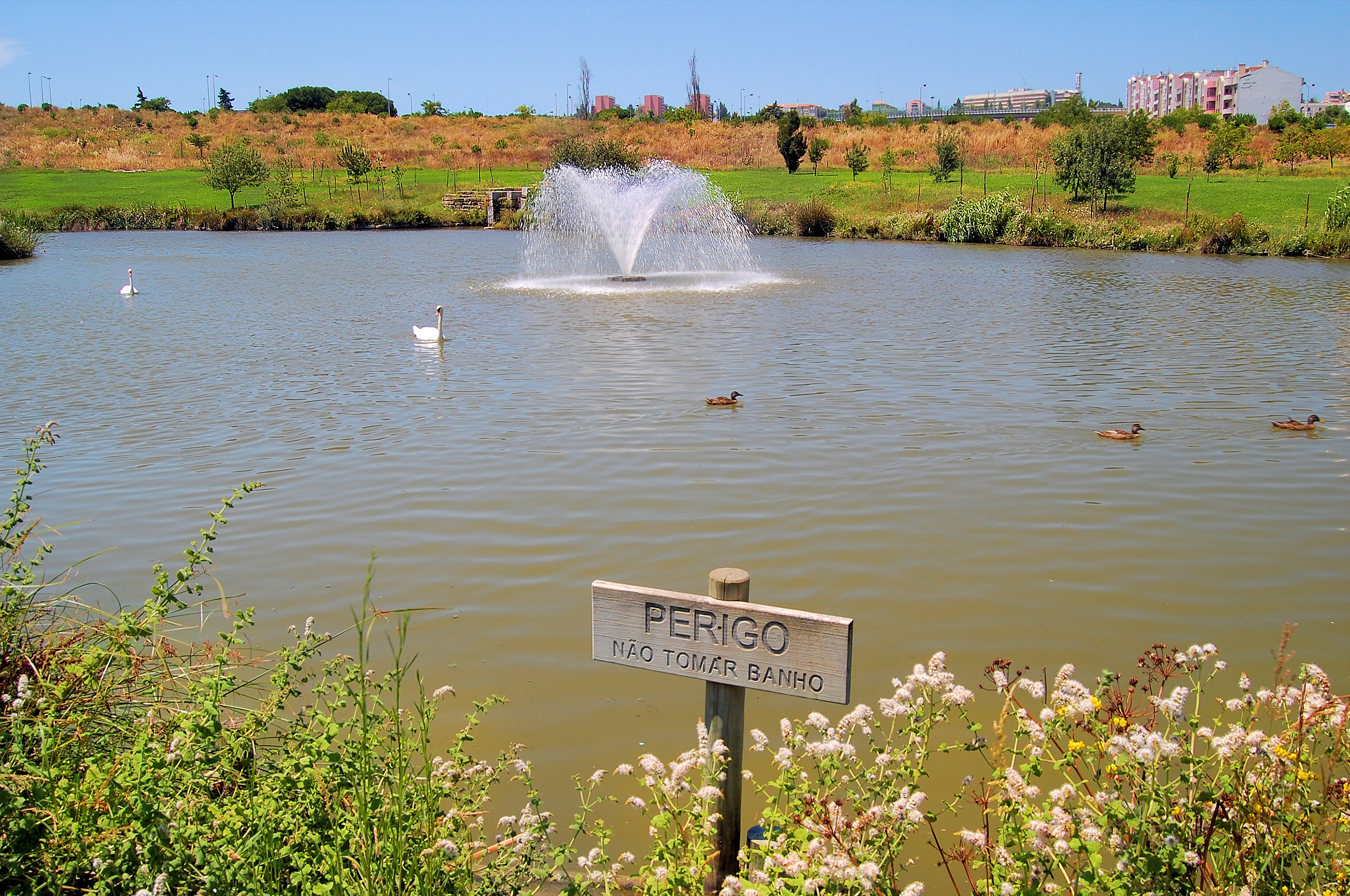
Detalle del lago en el Parque de la Paz

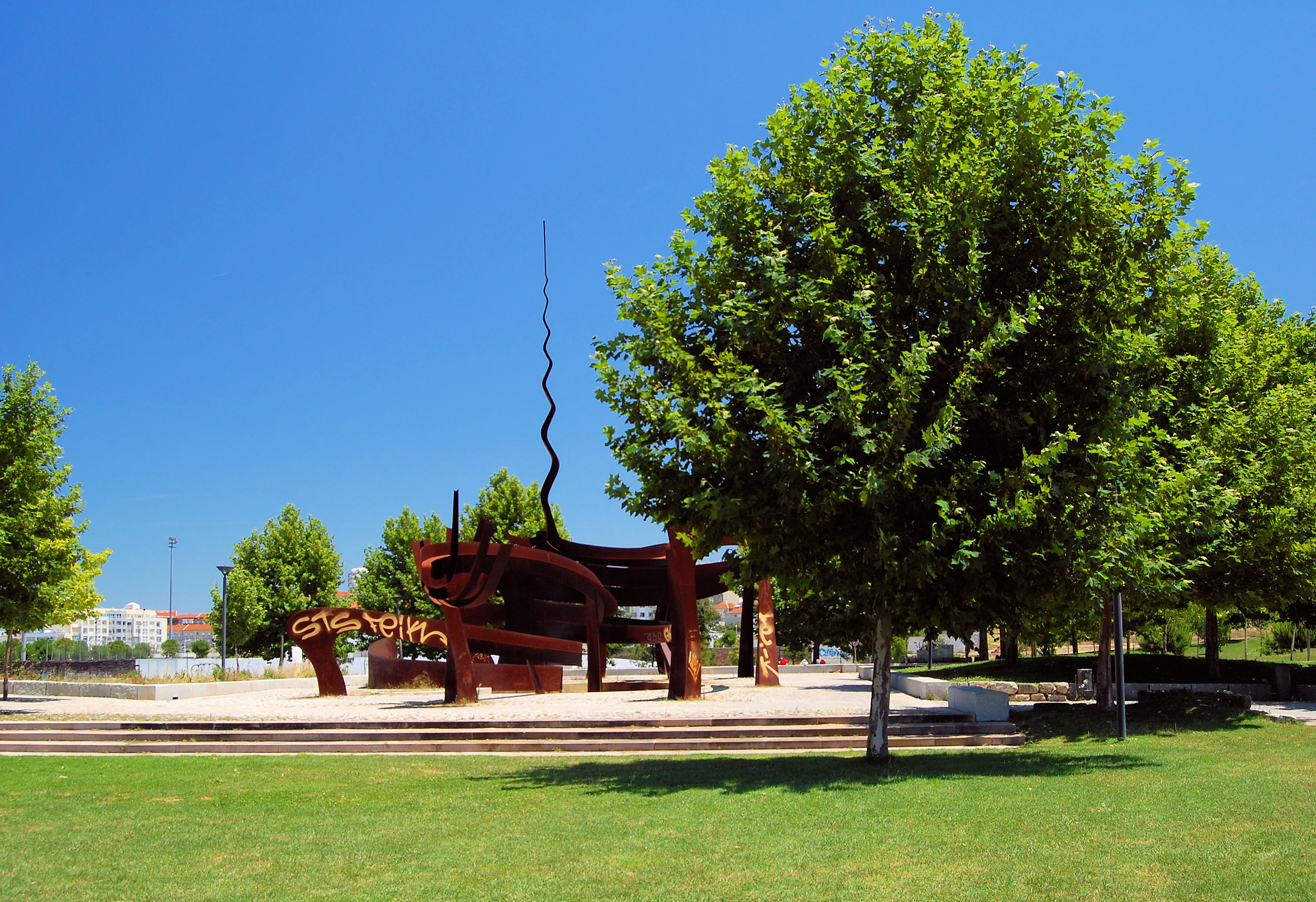
Monumento a la Paz

El Parque de la Paz es un parque urbano, situado en la ciudad de Almada, con cerca de 60 hectáreas, constituyendo el pulmón de la ciudad.
Ubicado en medio de la ciudad, posee además de zonas con césped, bosque, zonas de descanso, senderos y lagos, un Monumento a la Paz, de José Aurélio, de 40 metros de ancho y 26 de altura.
Este parque es de la autoría del arquitecto paisajista Sidónio Pardal.

## Referencia Bibliográfica
Pardal, Sidónio. Parque de la Ciudad de Almada. Lisboa: Ayuntamiento Municipal de Almada y Censur – Universidad Técnica de Lisboa, 1997.
- Datos: Q10345445
- Multimedia: Parque da Paz / Q10345445